# باب الناقة
باب الناقة من المناطق المشهورة في غربي اليمن بمحافظة الحديدة،رغم أن باب الناقة تتبع مديرية باجل من الناحية الإدارية، غير أنها تفوقها شهرة، وهي منطقة جغرافية ذات أهمية حيوية إستراتيجية على طريق العاصمة صنعاء.